# 葛瑞絲·范·迪恩
葛瑞絲·范·迪恩（英語：Grace Van Dien，1996年10月15日—）是一名美國女演員、Twitch直播主。她曾主演過Netflix影集《格林豪斯學院》，以及演出《怪奇物語》第四季的啦啦隊長克莉希·卡寧漢，她因該角而聞名。